# Кекерталік
Кекерталік ([qeqeʁtalik], англійська: The One with Islands, дан. Den Ene med Øerne) — новий муніципалітет Гренландії, створений у 2018 році з чотирьох південних регіонів колишнього муніципалітету Каасуїтсуп.

## Географія
Муніципалітет Кекерталік на півдні оточений муніципалітетом Кекката, а на північному сході — Аванната. Над  льодовиковою шапкою він межує на сході з муніципалітетом Сермерсок, однак ця межа проходить з півночі на південь (45 ° західного меридіана) через центр льодовикового покриву.
Громади Кекерталіка оточують затоку Діско, вхід більшої затоки Баффін, тоді як північно-східні узбережжя та півострів Нуусуак належать сусідньому муніципалітету Аваната .

## Політика
Муніципальна рада Кекерталіка складається з 15 членів, які обираються кожні чотири роки.

### Муніципальна рада
| Solidarity                                                 | Democrats | Community of the People | Forward |   |    |        |                 |
| 2017 рік                                                   | 1         |                         | 7       | 7 | 15 | 68,3 % | Ане Хансен (IA) |
| 2021 рік                                                   | 1         | 1                       | 9       | 4 | 15 | 70,0 % | Ане Хансен (IA) |
| Дані Valg.gl [Архівовано 7 червня 2019 у Wayback Machine.] |           |                         |         |   |    |        |                 |

## Міста та селища
- Аасіаат
  - Аасіаат (Егедесмінд)
  - Акуннаак
  - Кітсіссуарсуіт
- Кангаатіак
  - Кенгааціак
  - Атту
  - Ігінніарфік
  - Ікерасаарсук
  - Ніакарнаарсук
- Касігіанґуїт
  - Касігіаннгуіт (Christianhåb)
  - Ікаміут
- Кекертарсуак
  - Кекертарсуак (Godhavn)
  - Кангерлук

## Мова
Kalaallisut, західногренландський діалект, використовується в Кекерталік разом з данською .